# Angélique de Bordeaux (pera)
Angélique de Bordeaux es el nombre de una variedad cultivar de pera europea Pyrus communis. Esta pera oriunda de Francia proviene de un peral de semilla encontrado accidentalmente originaria del Languedoc. Es conocida y referida desde al menos 1612. Las frutas tienen una pulpa blanca, siendo su textura de pulpa semifina, quebradiza, jugosa; sabor claro, dulce, con una especie de aroma a agua de rosas bastante agradable.

## Sinonimia
- "Angélique",
- "Bouge",
- "Bens",
- "St Martial",
- "Crystalline",
- "Gros Franc Real",
- "Poire Douce",
- "Angélique de Toulouse",
- "Angélique de Languedoc",
- "Angélique de Pise",
- "Mouille Bouche d'Hiver",
- "Charles Smet",
- "Angelihuhirne von Bordeaux",
- "Enge-lischr von Bordeaux".[4][5]

## Historia
Se dice que esta variedad de pera 'Angélique de Bordeaux' proviene de un peral de semilla encontrado accidentalmente originario del Languedoc. Es conocida y referida desde al menos 1612.
'Angélique de Bordeaux' es una variedad clasificada como de mesa y de cocina, difundido su cultivo en el pasado por los viveros comerciales y cuyo cultivo en la actualidad se ha reducido a huertos familiares y jardines privados.

## Características
El peral de la variedad 'Angélique de Bordeaux' tiene un vigor fuerte; árbol de extensión erguida. Tiene un tiempo de floración con flores blancas que comienza a partir del 17 de abril con el 10% de floración, para el 24 de abril tiene una floración completa (80%), y para el 6 de mayo tiene un 90% caída de pétalos; tubo del cáliz mediano, en forma de embudo con conducto muy estrecho, y con estambres tupidos, que nacen inmediatamente encima de la base de los sépalos.
La variedad de pera 'Angélique de Bordeaux'  tiene una talla de fruto algo más de grande; forma oblonga, con cuello inexistente, contorno más bien regular, nervaduras ausentes; piel lisa, brillante, epidermis con color de fondo verde brillante, que cambia a medida que madura a amarillo pálido o amarillo verdoso, con un sobre color ausente, importancia del sobre color ausente, y patrón del sobre color ausente, presenta punteado escaso ruginoso-"russeting" de color pardo marrón fino con algunas agrupaciones compactas algo más grandes y escasas, algunas manchas rojas, "russeting" (pardeamiento áspero superficial que presentan algunas variedades) débil (5-25%); pedúnculo muy largo y medio, engrosado en su extremo y carnoso en la base, recto o ligeramente curvo, inserto derecho u oblicuo junto a una gibosidad más o menos acentuada, a veces parece prolongación del fruto, cavidad peduncular nula o limitada a un pequeño repliegue en la base del pedúnculo; anchura de la cavidad calicina estrecha, de profundidad algo más de media; ojo abierto, con segmentos largos, asentado en una cuenca bastante profunda e irregular. Sépalos estrechos y largos, erectos con las puntas convergentes y vueltas hacia fuera.

Carne de color blanquecino; textura con pulpa semifina, quebradiza, jugosa; sabor claro, dulce, una especie de aroma a agua de rosas bastante agradable; corazón pequeño, fusiforme, estrecho. Eje muy estrecho, lanoso. Celdillas pequeñas. Semillas grandes, ocupan la totalidad de la celdilla, elípticas, puntiagudas, espolonadas, con color castaño claro.
La pera 'Angélique de Bordeaux' tiene una época de maduración y recolección en invierno. Se consume desde enero a abril.

## Usos
Pera de postre de segunda clase, y excelente pera para cocinar, y que se conserva todo el invierno. Su tiempo de cocción en el horno y en agua es de unos 40 min. La calidad de sabor al hornear en el horno es superior porque el azúcar y el aroma están más potenciados.

## Polinización
Esta variedad es autofértil (no requiere que otros árboles sean polinizadores), pero su producción se verá favorecida por la presencia de variedades polinizadoras como 'Williams' Bon Chretien'.